# المطوية الأولى
تراجيديات وكوميديات وتاريخيات السيد ويليام شكسبير  هي مجموعة مسرحيات لوليام شكسبير نشرت عام 1623. يشار إليها من قبل الباحثين الحديثين بالمطوية الأولى. المطوية الأولى تعتبر واحدة من أكثر الكتب التي تم نشرها تأثيرا في اللغة الإنجليزية.
تمت طباعة الكتاب على هيئة مطوية تحتوي على 36 مسرحية (انظر قائمة من مسرحيات شكسبير) ، تم الإعداد من قبل زملاء شكسبير جون هيمنغر وهنري كوندل.